# Sun Valley (Texas)
Sun Valley' è un centro abitato degli Stati Uniti d'America situato nella contea di Lamar dello Stato del Texas.
La popolazione era di 69 persone al censimento del 2010.

## Geografia fisica
Sun Valley è situata a 33°40′01″N 95°25′40″W (33.666881, -95.427795).
Secondo lo United States Census Bureau, ha un'area totale di 0,2 miglia quadrate (0,52 km²).

## Società

### Evoluzione demografica
Secondo il censimento del 2000, c'erano 51 persone, 18 nuclei familiari e 14 famiglie residenti nella città. La densità di popolazione era di 332,0 persone per miglio quadrato (131,3/km²). C'erano 31 unità abitative a una densità media di 201,8 per miglio quadrato (79,8/km²). La composizione etnica della città era formata dall'86,27% di bianchi, il 13,73% di altre razze. Ispanici o latinos di qualunque razza erano il 15,69% della popolazione.
C'erano 18 nuclei familiari di cui il 50,0% aveva figli di età inferiore ai 18 anni, il 61,1% aveva coppie sposate conviventi, l'11,1% aveva un capofamiglia femmina senza marito, e il 16,7% erano non-famiglie. Il 16,7% di tutti i nuclei familiari erano individuali e il 5,6% aveva componenti con un'età di 65 anni o più che vivevano da soli. Il numero di componenti medio di un nucleo familiare era di 2,83 e quello di una famiglia era di 3,07.
La popolazione era composta dal 25,5% di persone sotto i 18 anni, il 15,7% di persone dai 18 ai 24 anni, il 27,5% di persone dai 25 ai 44 anni, il 27,5% di persone dai 45 ai 64 anni, e il 3,9% di persone di 65 anni o più. L'età media era di 32 anni. Per ogni 100 femmine c'erano 121,7 maschi. Per ogni 100 femmine dai 18 anni in giù, c'erano 100,0 maschi.
Il reddito medio di un nucleo familiare era di 27.500 dollari e quello di una famiglia era di 28.333 dollari. I maschi avevano un reddito medio di 23.036 dollari contro i 26.250 dollari delle femmine. Il reddito pro capite era di 24.129 dollari. Nessuno era sotto la soglia di povertà.